# 弗朗西斯·穆尔
弗朗西斯·穆尔（英語：Francis Moore，1900年10月29日—1976年1月21日），加拿大男子冰球运动员，场上位置是守门员。他曾代表加拿大参加1936年冬季奥林匹克运动会冰球比赛，获得一枚银牌。